# Eois toporata
Eois toporata là một loài bướm đêm trong họ Geometridae.